# ピア門

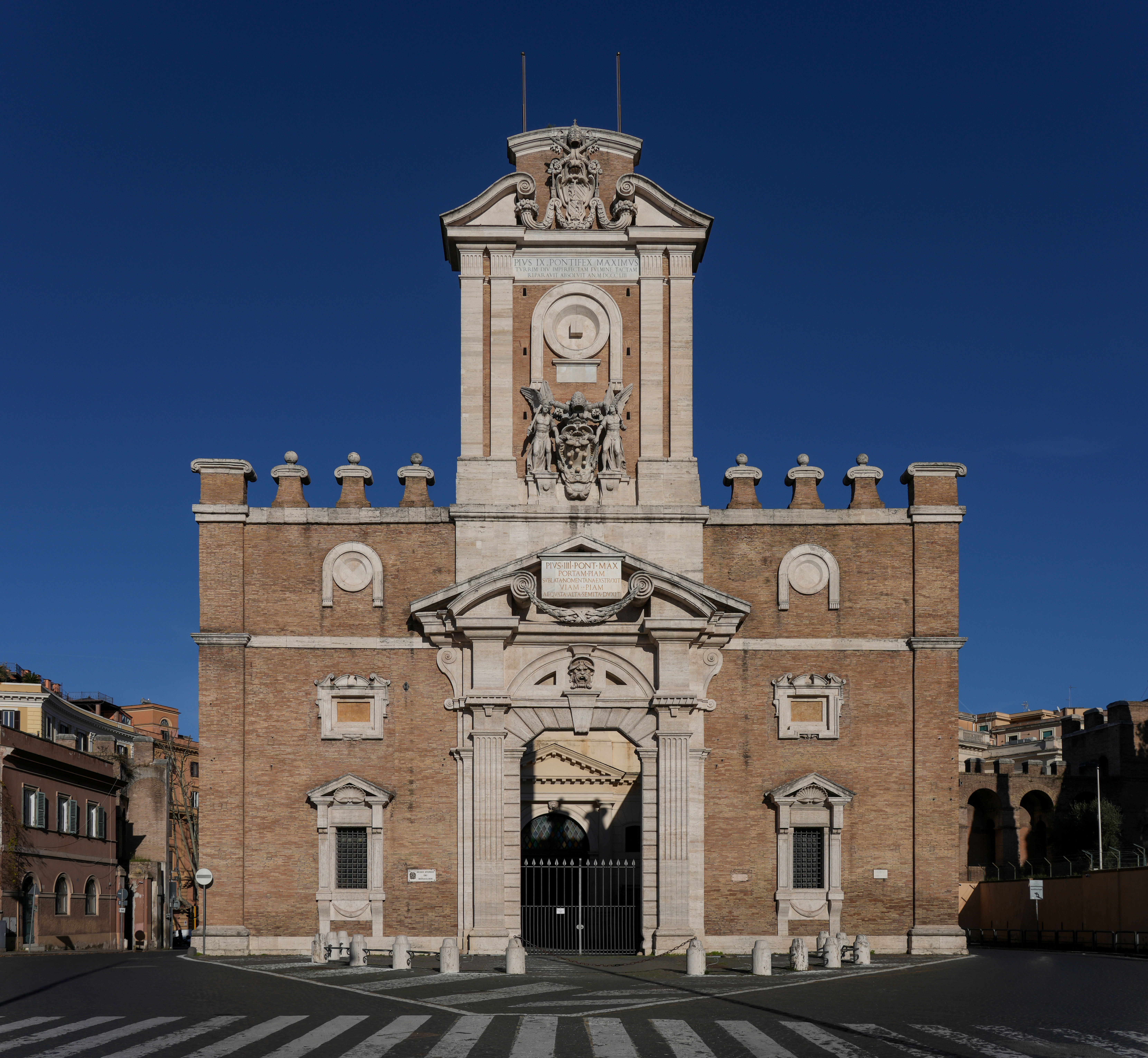
ピア門の内側のファサード

ピア門（Porta Pia）は、イタリア・ローマのアウレリアヌス城壁にある城門。
ローマ教皇ピウス4世が、ローマの都市環境改善の一環として建設したため、その名を冠している。

## 概要
当時、既に使えなくなっていたノメンターナ門の代替としてその北に数百メートルずらして建設したもので、ミケランジェロ・ブオナローティが設計した。
1561年に着工し、ミケランジェロの死後の1565年に竣工した。1561年の記念硬貨にはミケランジェロの初期の設計が描かれているが、最終的な設計とはかなり異なる。
現存する外側のファサードはヴィルジニオ・ヴェスピニャーリによる新古典主義の設計で、1869年に完成した。

## 歴史

### ミケランジェロ
古代のノメンターナ街道の起点だったノメンターナ門だが、都市の発展によって街道がずれてしまい、起点の役目を果たせなくなっていた。
ジョルジョ・ヴァザーリによれば、ミケランジェロは教皇に3種類の設計を提案した。教皇は図面を詳細に検討したとは思われないが、3つのうち最も建設費の安いものを選んだ。その3つの設計図は見つかっておらず（部分的なスケッチがいくつか現存している）、実際建設されたものが設計図通りだったかどうかは不明である。
1561年に鋳造された記念硬貨に描かれたピア門の予想図や1568年の版画（唯一の同時代の資料）を見ると、現在のピア門とはかなり異なっており、何度か変更が加えられていることは確実である。さらに建設の40年後のローマの地図では、ピア門がほとんど遺跡のように扱われていた。いずれにしても記念硬貨に描かれたピア門が最も初期の設計に近いと考えられるが、教皇が最も安価に済む設計を選んだことから、建設途中でも色々と注文がついて設計変更した可能性を否定できない。
ピア門はミケランジェロの建築物としての遺作だが、ミケランジェロ自身は完成の少し前に亡くなった。後を引き継いだのはジャコモ・デル・デュカで、彼はサン・ジョヴァンニ門も建設している。

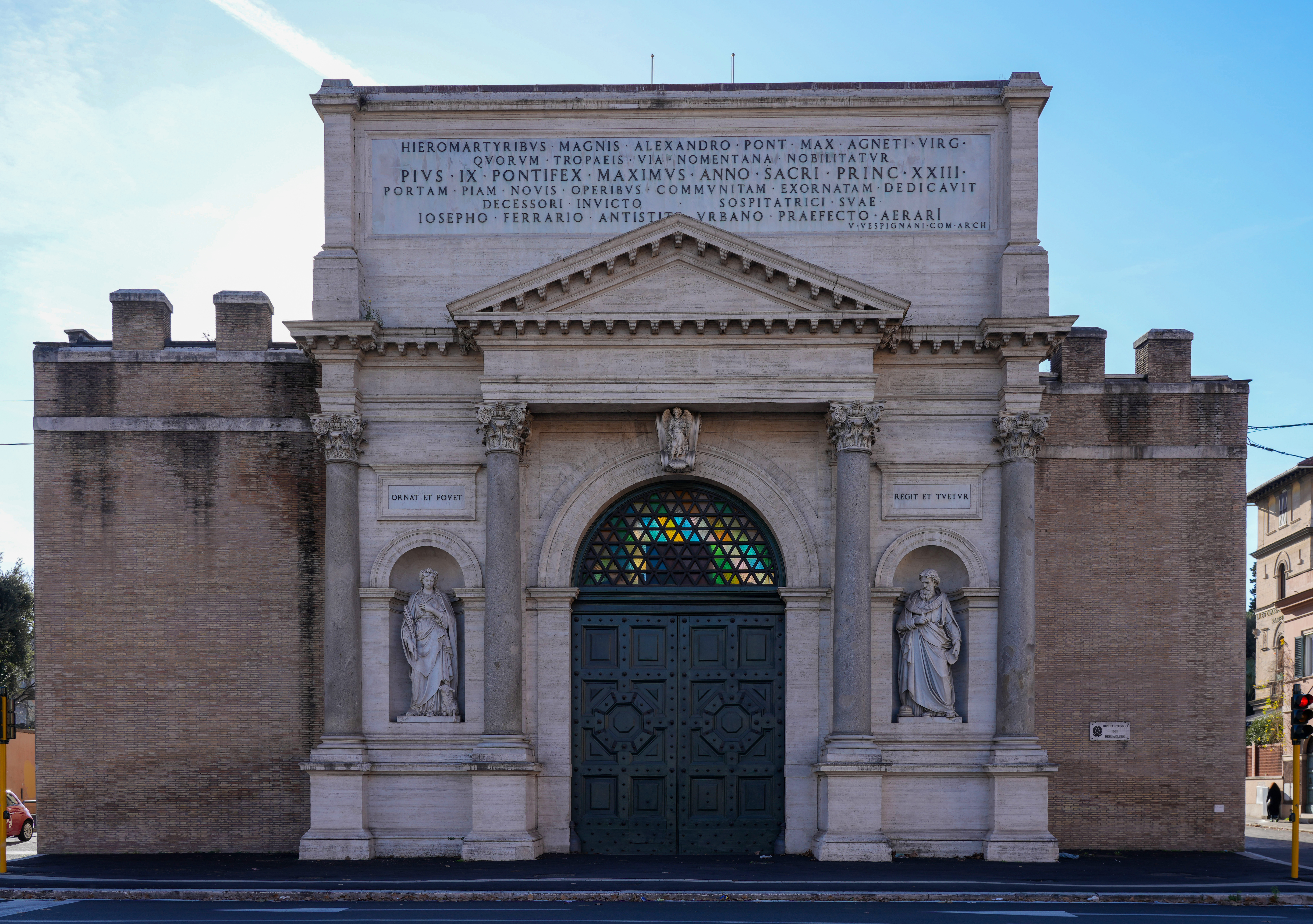
ピア門の外側

多くの専門家は、ミケランジェロが機能的な門よりも絵画的・演劇的な門を作ろうとしたと見なしている。クイリナーレ広場を起点とする現在のまっすぐな「9月20日通り」の終点に位置し、印象的なピア門を抜けると、そこからノメンターナ通りがさらにまっすぐに続いている。視覚効果を高めるため、門は壁から若干斜めに突き出していて、市内に面したファサードには1つだけアーチがあり、外側にも単純なアーチが1つだけある。

### 第2のアーチ
1575年ごろ、ノメンターナ門が完全に閉鎖されたのに伴い、増大する交通量に対処するため第2のアーチが作られた。中央のアーチの上には次のような碑文がある。
1577年までの出版物や版画によると、外側のファサードの上にも塔があった。これが崩壊したために失われたのか、それとも見た目を考慮して削除されたのかは不明である。

### 現存
現存する外側のファサードはヴィルジニオ・ヴェスピニャーリによる新古典主義の設計であり、1869年に完成した。1851年に落雷でピア門が破損し、1853年から修復が始まった。これには新たな建物と中庭の追加も含まれている。
城壁側の新たなファサードには2つの壁龕にそれぞれ彫像が置かれ（ピウス9世の指示で聖アグネスの像とアレクサンデル1世の像が置かれた）、4本の柱を配している。
教皇は1855年4月12日、ピア門付近にある聖アグネス女子修道院の謁見室崩壊事故から脱出した件の記念にしたいと考えていた。外側のアーチの上にはその脱出劇についての碑文がある。

### 城壁の裂け目

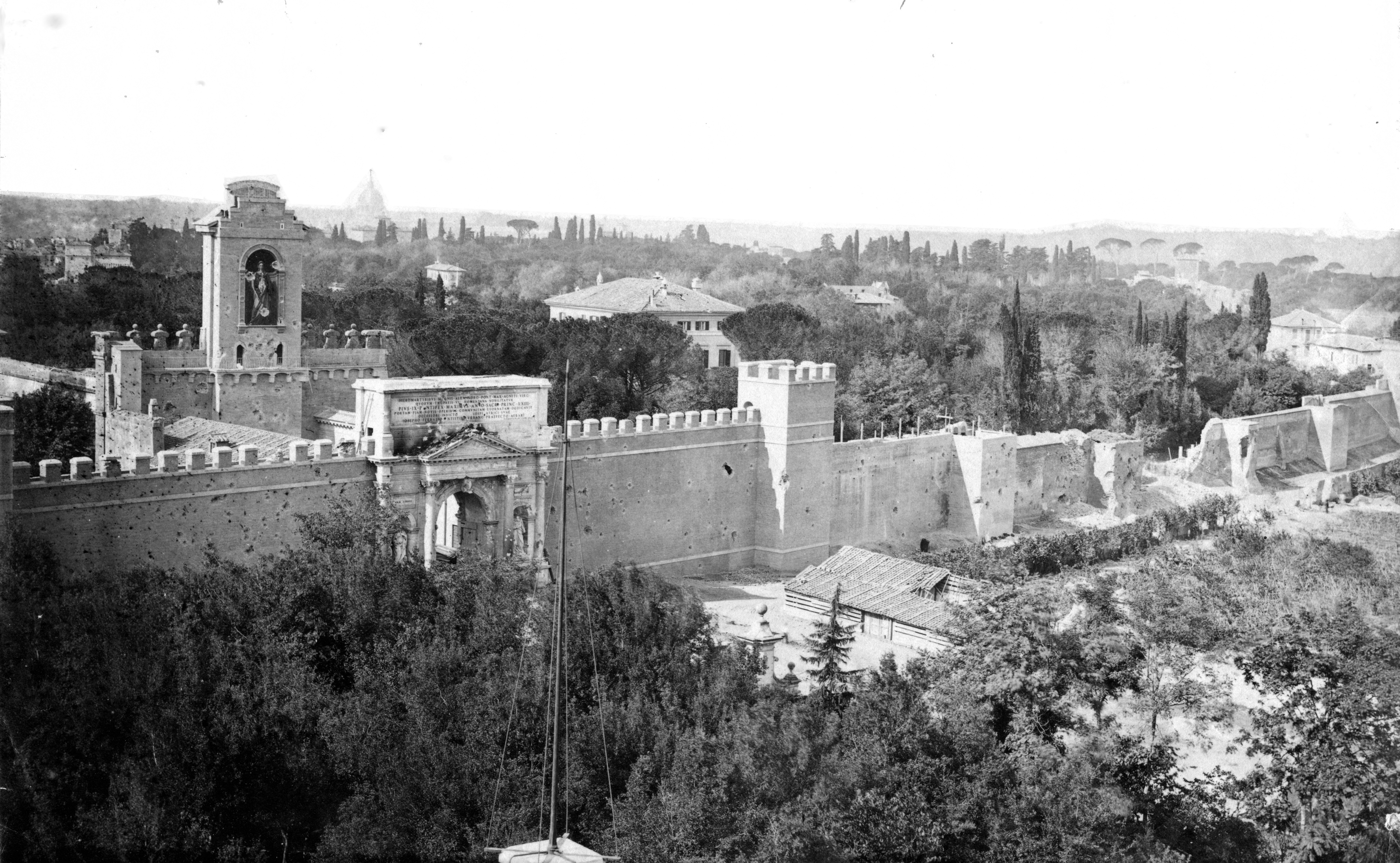
1870年ごろの写真。ピア門の右に城壁の裂け目がある。

ピア門から十数メートル西に大砲の砲弾が当たってできた城壁の裂け目があった。これを "Porta Pia breach" と呼ぶ。
1870年9月20日、そこからローマにベルサリエーリ（狙撃兵）部隊が侵入し、イタリア統一が完成した。裂け目があった地点には、大理石と青銅でできた記念碑が建てられた。ピア門前（外側）の広場中央には、1932年にベニート・ムッソリーニの命でイタリア統一を成し遂げたベルサリエーリの記念碑が建てられた。
ピア門の2つのアーチの間にある建物はかつては税関だったが、現在はベルサリエーリの歴史博物館となっており、エンリコ・トーティ（第一次世界大戦の英雄）の墓もある。
1926年9月11日、反ファシズム活動家ジーノ・ルチェッティがピア門でムッソリーニの乗る自動車に爆弾を投げつけたが、効果はなかった。